# Kantilo
Kantilo là một thị trấn thống kê (census town) của quận Nayagarh thuộc bang Orissa, Ấn Độ.

## Địa lý
Kantilo có vị trí 20°21′B 85°11′Đ / 20,35°B 85,18°Đ Nó có độ cao trung bình là 65 mét (213 feet).

## Nhân khẩu
Theo điều tra dân số năm 2001 của Ấn Độ, Kantilo có dân số 8727 người. Phái nam chiếm 51% tổng số dân và phái nữ chiếm 49%. Kantilo có tỷ lệ 72% biết đọc biết viết, cao hơn tỷ lệ trung bình toàn quốc là 59,5%: tỷ lệ cho phái nam là 80%, và tỷ lệ cho phái nữ là 64%. Tại Kantilo, 11% dân số nhỏ hơn 6 tuổi.